# 2:22
2:22 este un film thriller științifico-fantastic americano-australian din 2017, regizat de Paul Currie⁠(d), după un scenariu de Nathan Parker și Todd Stein. Filmul prezintă controlorul de trafic aerian Dylan Branson, care, datorită unei lumini misterioase de la ora 2:22, este blocat pentru câteva clipe și împiedică în ultimul moment coliziunea a două avioane și care apoi se întâlnește cu Sarah, cu care trebuie să rezolve misterul încrucișării destinelor lor. Filmul îi are în rolurile principale  pe Michiel Huisman⁠(d), Teresa Palmer⁠(d) și Sam Reid⁠(d). A fost lansat în cinematografe și VOD la 30 iunie 2017.

## Distribuție
- Michiel Huisman - Dylan Branson[2]
- Teresa Palmer - Sarah
- Sam Reid - Jonas[3]
- Duncan Ragg - Jake
- Jessica Clarke - Evelyn
- Jack Ellis - Noah
- John Waters - Bill
- Maeve Dermody - Sandy
- Mitchell Butel - Howard Hutton
- Remy Hii - Benny
- Richard Davies - Inky
- Kerry Armstrong - Catherine
- Simone Kessell - Serena
- Zara Michales - Ellie
- George Papura - New York Tradesman